# IC 4777
IC 4777 ist eine linsenförmige Galaxie mit aktivem Galaxienkern vom Hubble-Typ SB0/a im Sternbild Teleskop am Südsternhimmel. Sie ist schätzungsweise 248 Millionen Lichtjahre von der Milchstraße entfernt und hat einen Durchmesser von etwa 65.000 Lichtjahren.
Das Objekt wurde am 13. August 1903 vom US-amerikanischen Astronomen Royal Harwood Frost entdeckt.